# Malmedy

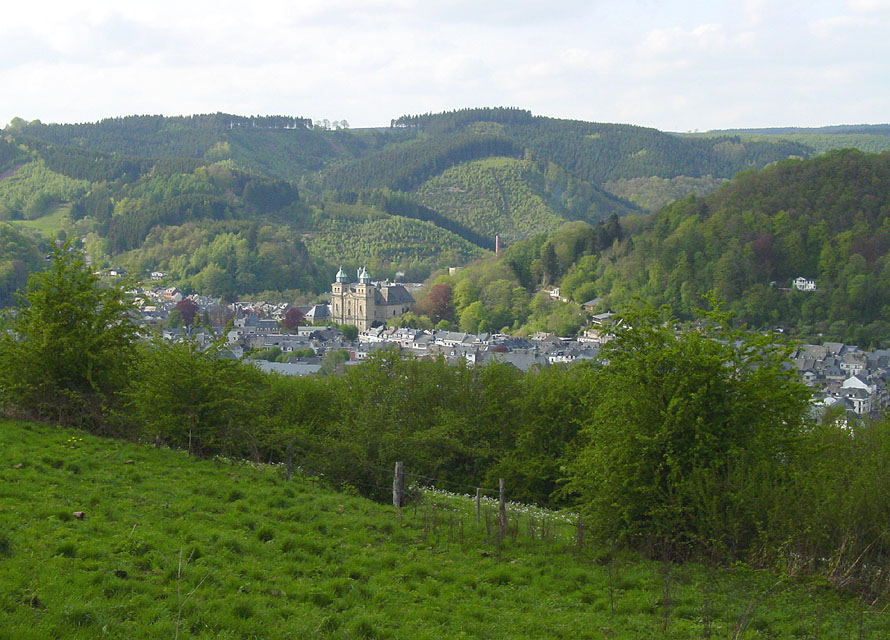
Vista del Sur de Malmedy.

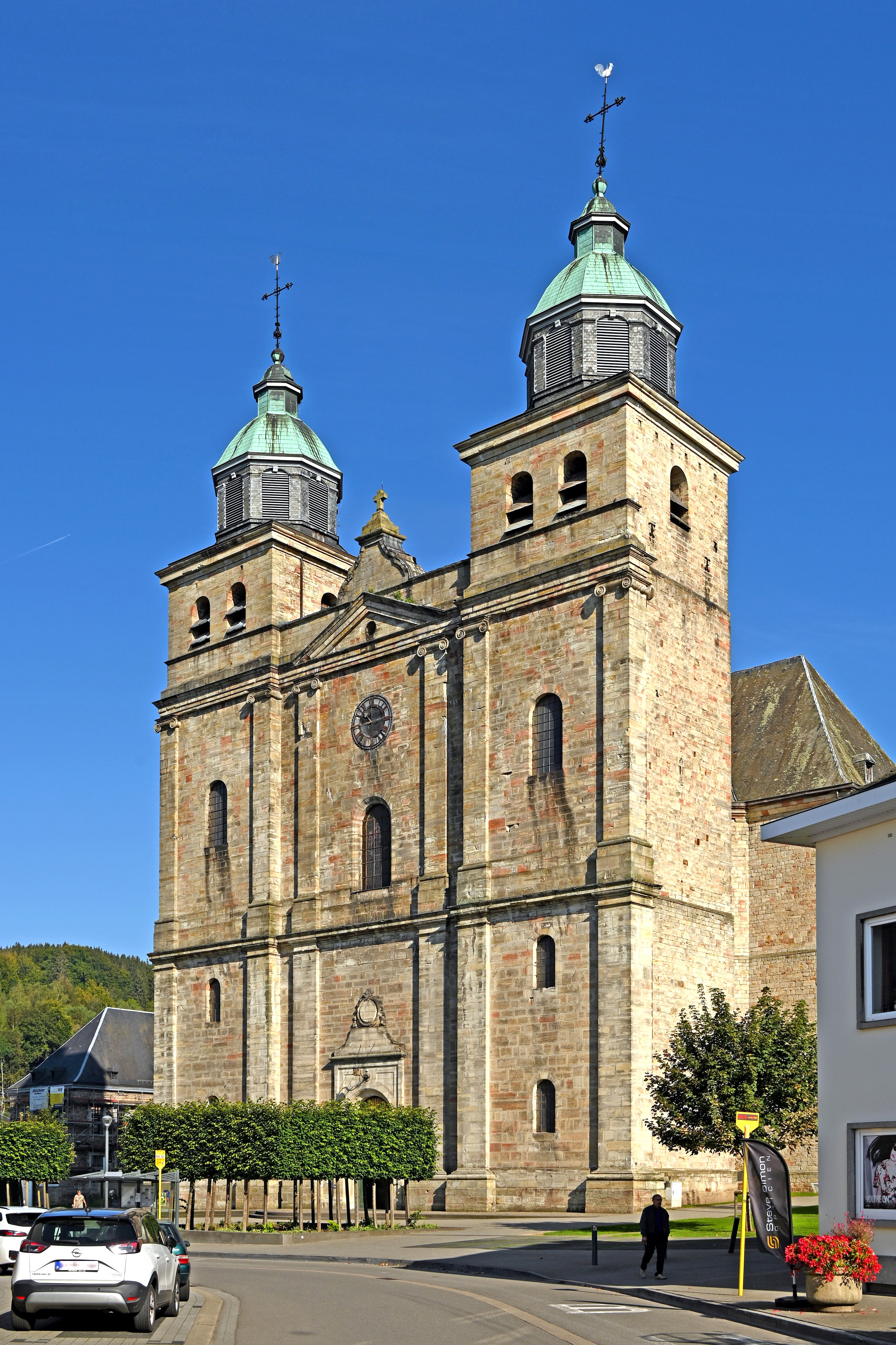
Malmedy, la catedral: el Cathédrale Saints-Pierre-et-Paul et Saint-Quirinla

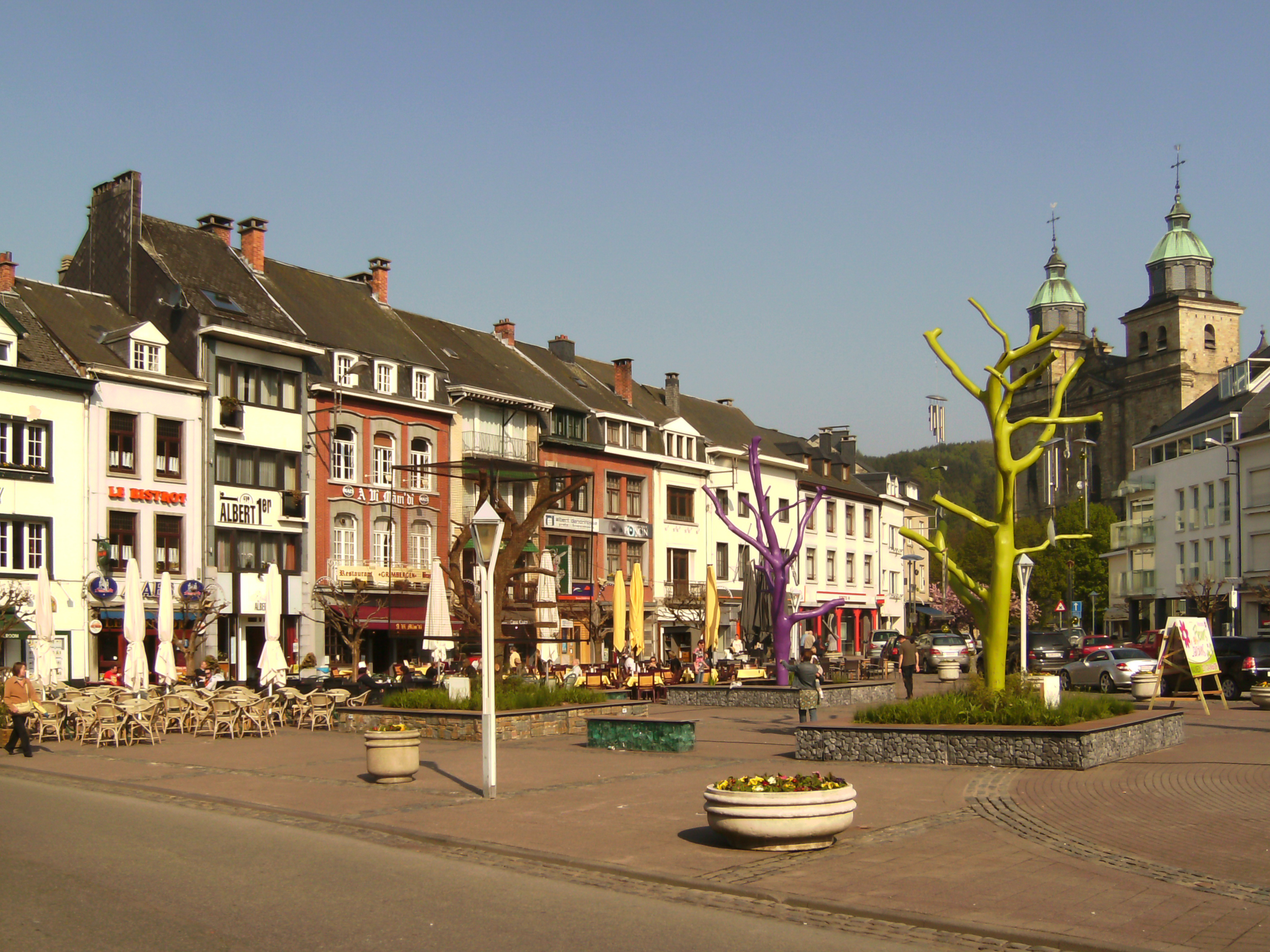
Vista de la Place Albert-Chemin Rue en Malmedy

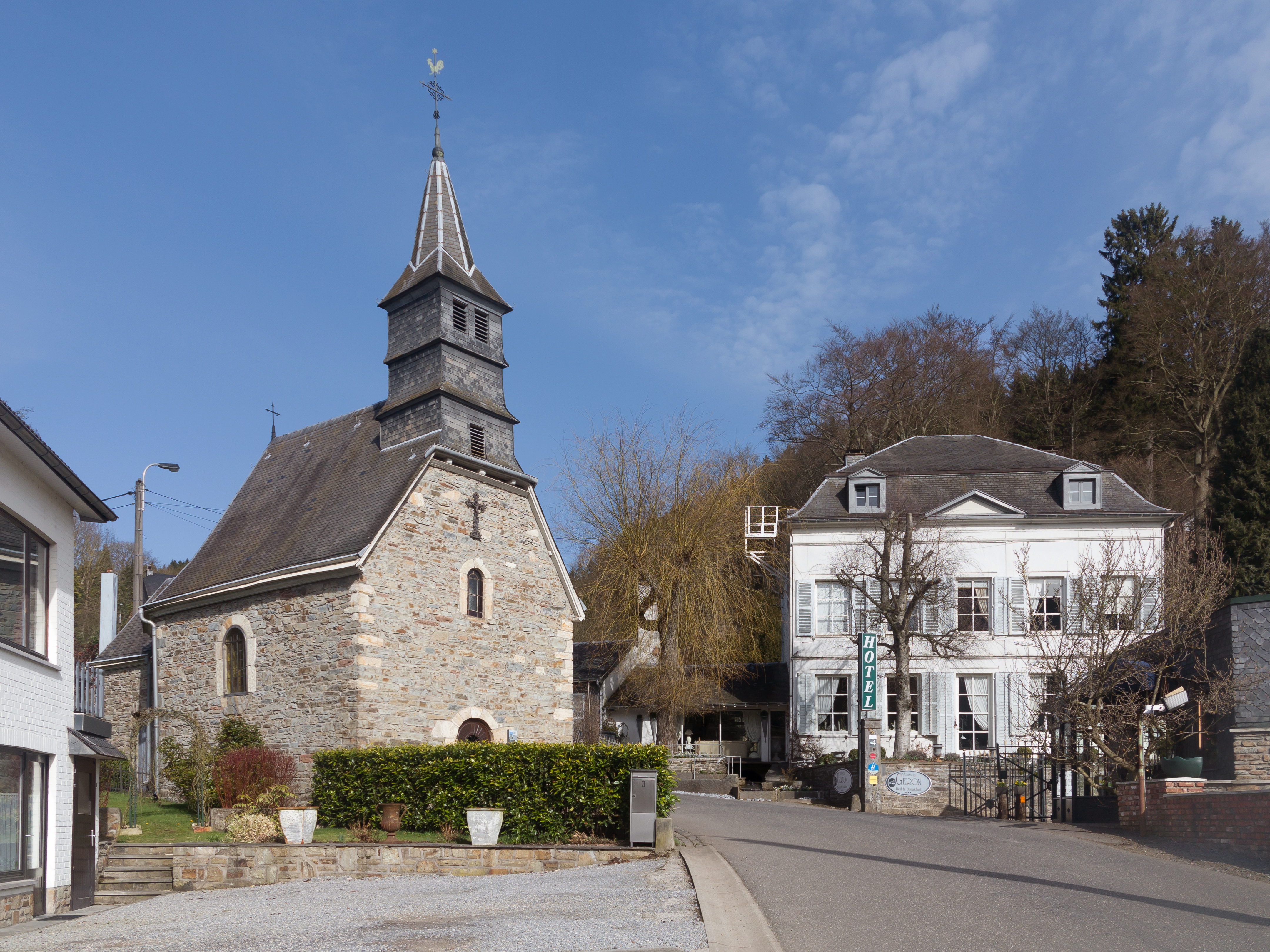
La capilla Saint-Antoine en Bévercé

Malmedy es un municipio localizado en la provincia belga de Lieja. Pertenece a la Comunidad francesa de Bélgica. Para el 1 de enero de 2019 se le estimó una población aproximada de 12.741 habitantes. Su área total es de 99.96 km², y su densidad poblacional de 127 habitantes por km².
Algunas fuentes también llaman a la localidad "Malmédy".

## Historia
Su historia temprana se confunde con la de su abadía. Fue abadía imperial junto con Stavelot desde el siglo VII, destruida el 4 de octubre de 1689 por las tropas francesas durante la guerra de los Nueve Años. Pasó a Francia en 1794 y en 1815 al Reino de Prusia.
Después de finalizada la Primera Guerra Mundial, en Malmedy y la vecina ciudad de Eupen se realizaron plebiscitos para determinar si permanecerían en Alemania o serían incorporados a Bélgica. Ambos territorios fueron anexionados formalmente a Bélgica el 6 de marzo de 1925.

## Geografía
Se encuentra ubicada al sureste del país en y esta bañada por los ríos Warche y Eau Rouge afluentes del río Amblève.

### Secciones del municipio
El municipio comprende los antiguos municipios, que se fusionaron en 1977:
| - Malmédy - Bellevaux-Ligneuville - Bévercé |

### Pueblos y aldeas del municipio
- en Malmedy : Falize y[Géromont
- en Bellevaux-Ligneuville : Chevofosse, Cligneval, Lamonriville, Lasnenville, Mé, Otaimont, Planche, Pont, Reculémont, Ronxhy, Warche ,Xhurdebise
- en Bévercé : Arimont, Baugnez, Bernister, Boussire, Burnenville, Chôdes, Floriheid, G'doumont, Gohimont, Hédomont, Longfaye, Meiz, Mont , Préaiz, Winbomont y Xhoffraix.

## Demografía

### Evolución
Todos los datos históricos relativos al actual municipio, el siguiente gráfico refleja su evolución demográfica, incluyendo municipios después de efectuada la fusión el 1 de enero de 1977.